# Anicia Giuliana
Anicia Giuliana (in latino Anicia Iuliana; Costantinopoli, 463 – Costantinopoli, 528) fu l'unica figlia dell'augusto Anicio Olibrio, imperatore dell'Impero Romano d'Occidente nel 472.

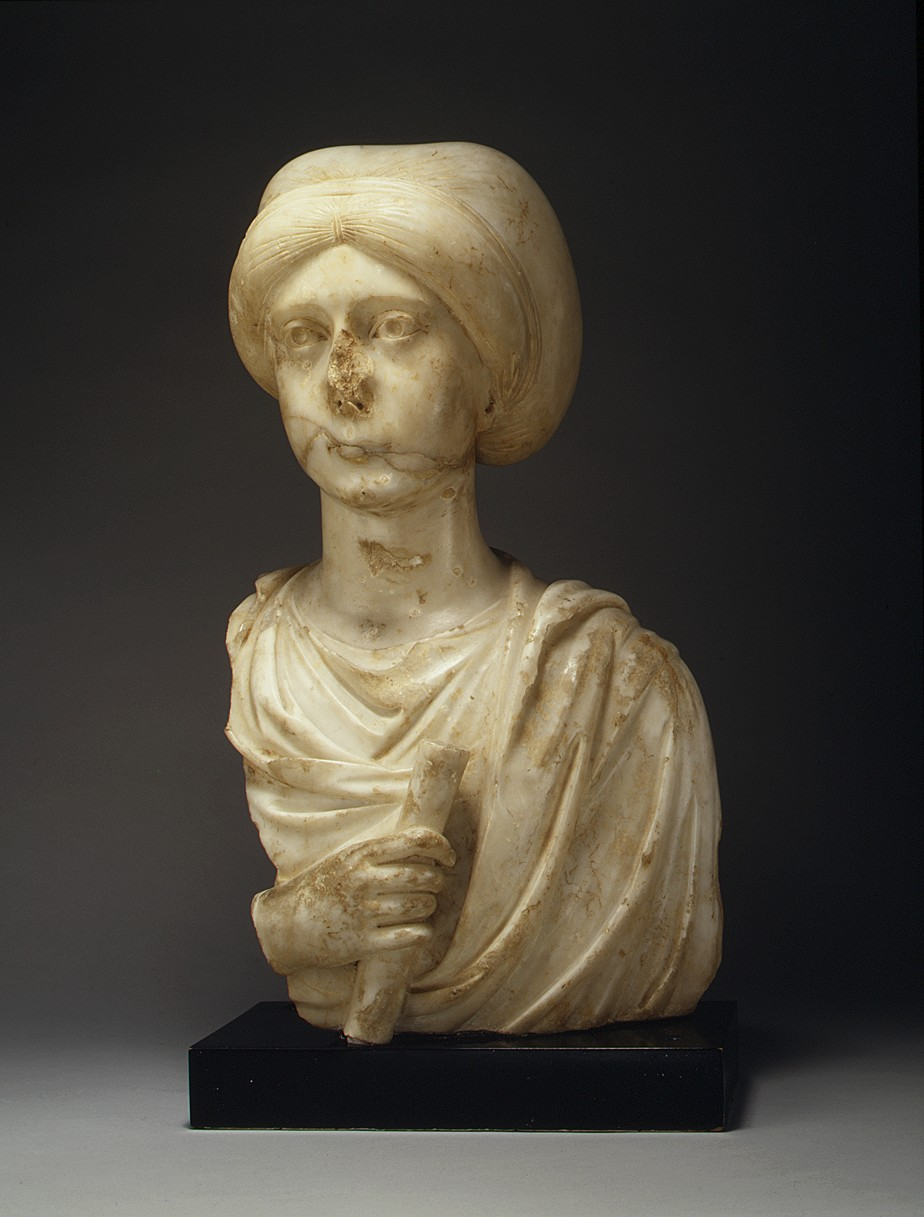
Anicia Giuliana, busto del VI secolo ora esposto al Metropolitan Museum of Art di New York

Giuliana è una delle figure di spicco della vita culturale e religiosa della Costantinopoli di inizio VI secolo, mecenate dell'architettura e della letteratura. Fu un illustre membro della nobile gens Anicia, parente del filosofo Boezio. Avrebbe fatto costruire la basilica di San Polieucto, che fu per un periodo la più grande della cristianità.

## Biografia
La madre di Giuliana era Placidia, figlia dell'augusto Valentiniano III, imperatore di Occidente dal 423 al 455; suo padre era Anicio Olibrio, imperatore d'Occidente nel 472.
Nel 478 Zenone, imperatore d'Oriente, propose il suo matrimonio con Teodorico il Grande, Re degli Ostrogoti. Avrebbe così favorito il restauro dell'Impero Romano d'Occidente e ottenuto l'aiuto dei patrizi che restavano nell'Italia per una spedizione comandata dal re ostrogoto, e incorporare questa provincia governata dal 476 da Odoacre. Giuliana rifiutò questo progetto e sposò il console Flavio Areobindo Dagalaifo Areobindo, dal quale ebbe un figlio, Olibrio, che fu anch'egli console di Costantinopoli nel 491.

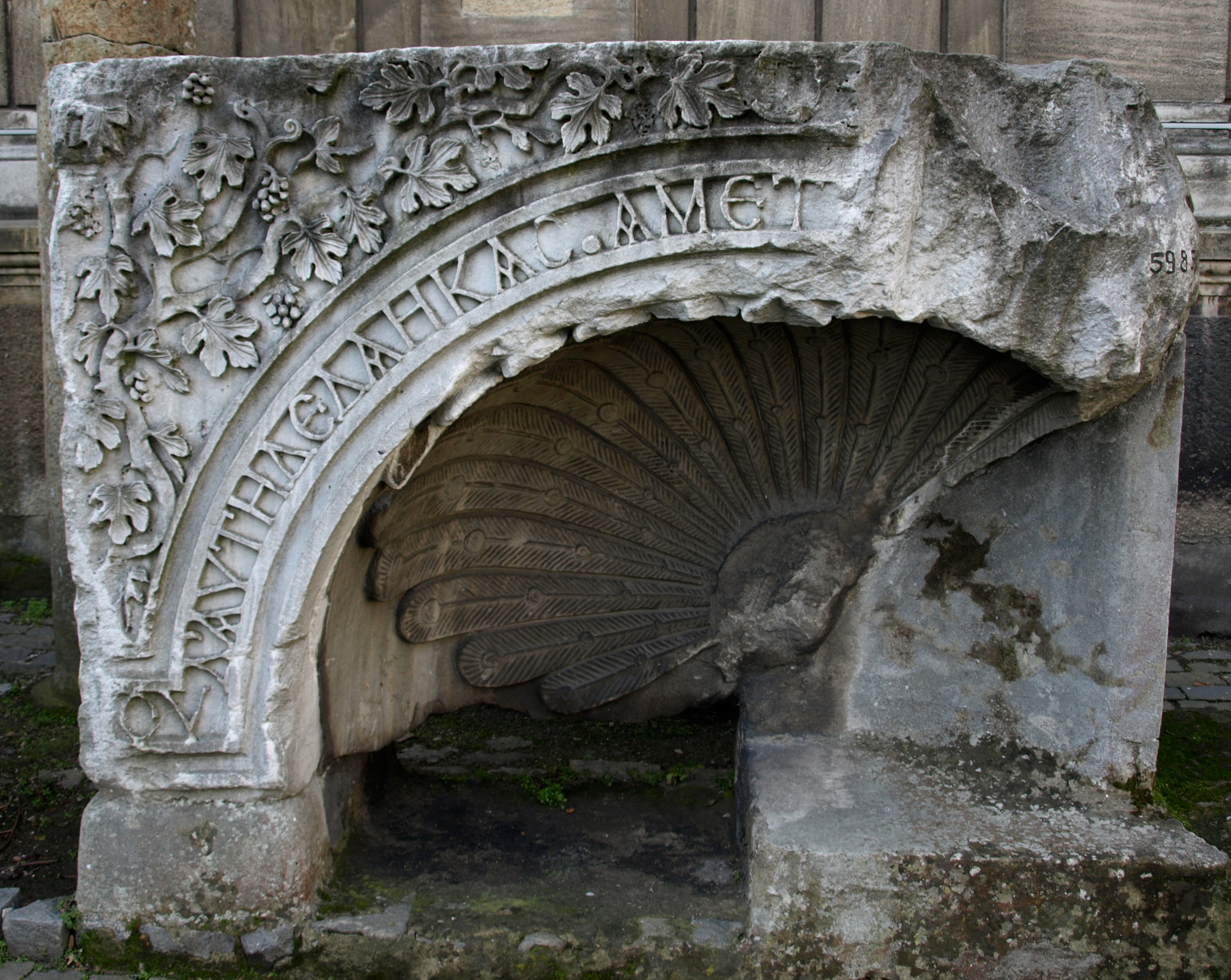
Frammento della trabeazione della basilica di San Polieucto, contenente l'inizio del 31° verso dell'epigramma celebrante l'erezione della chiesa da parte di Giuliana

Giuliana stessa aspirò a divenire Augusta nel 518: il figlio ebbe l'occasione di essere incoronato imperatore d'Oriente come successore di Anastasio I in quanto Flavio Anicio vantava diritti dinastici in qualità di ultimo rappresentante delle dinastie di Valentiniano e Teodosio, nonché parente di Anastasio per averne sposato la nipote Irene. I desideri di Giuliana furono in tale occasione frustrati dall'elezione del comandante delle guardie di palazzo, Giustino I.
Giuliana commissionò una basilica dedicata a San Polieucto, che fu la più grande di tutta la cristianità fino alla costruzione di Santa Sofia. Si trovava nel centro della città di Costantinopoli, a metà strada tra il palazzo imperiale e la chiesa dei Santi Apostoli, il mausoleo degli imperatori d'Oriente costruito dall'augusto Costantino I, fondatore della città. Il fregio commemorativo della fondazione specifica che i mosaici dell'atrio erano dedicati alla figura di Costantino e spiega che il proposito di Giuliana nel costruire questo tempio era onorare la fede di questo imperatore e quella del suo avo Teodosio I, i primi imperatori cristiani. L'edificazione di una così splendente basilica era una dimostrazione del suo potere economico e del suo prestigio sociale, come discendente degli antichi imperatori romani, eclissando il tempio dei Santi Sergio e Bacco, edificato vicino al palazzo imperiale da Giustiniano I, nipote e successore di Giustino I.
Un altro esempio della sua politica edilizia di tipo religioso fu il tempio dedicato a Santa Maria Theotokos («madre di Dio»), a Crisopoli, suburbio asiatico di Costantinopoli. Riparò la chiesa di Santa Eufemia, costruita da sua nonna, l'imperatrice Licinia Eudossia, e da suo padre, l'augusto Anicio Olibrio.
Morì a Costantinopoli nel 528. Era parente del filosofo Boezio, anche lui membro della gens Anicia.

## Cultura

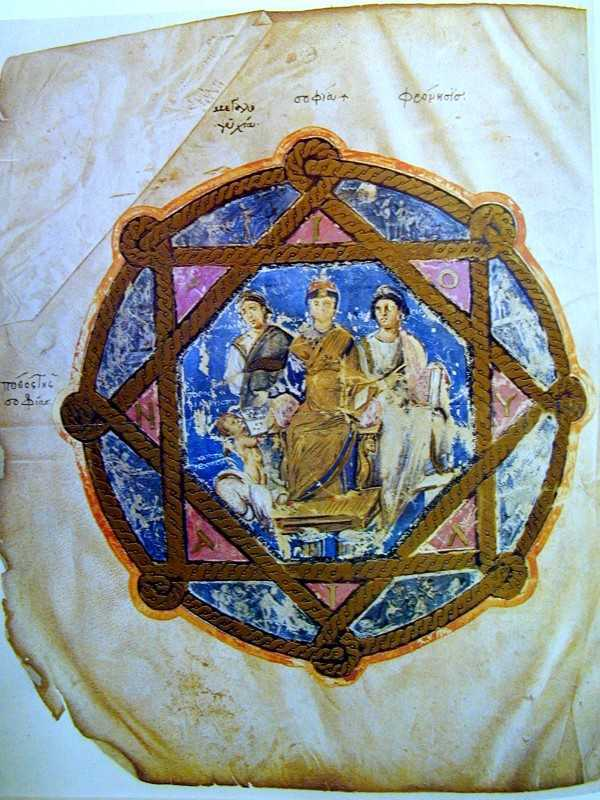
Anicia raffigurata sul Codex Aniciae Julianae, un manoscritto miniato del 512/513

Appare ritratta nel Dioscoride di Vienna, la prima versione miniata del trattato sulle erbe medicamentose. L'opera le sarebbe stata donata dal popolo costantinopolitano per ringraziarla della costruzione della grande chiesa dedicata alla Madonna.
Un busto marmoreo, oggi esposto al Metropolitan Museum of Art di New York, è stato identificato come il suo ritratto. Rappresenta una patrizia, è del VI secolo e proviene da Costantinopoli. È possibile che fosse collocato nell'atrio di San Polieucto, insieme ad un'altra statua la cui testa si trova nel Musée Sait-Raymond di Tolosa, e che rappresenterebbe la madre, Placidia.

## Genealogia
|                                        |                                          |                                 | Genitori                          |  |  | Nonni                                    |  |  | Bisnonni       |  |
|                                        |                                          |                                 |                                   |  |  | Petronio Massimo, imperatore d'Occidente |  |  | Anicio Probino |  |
|                                        |                                          |                                 |                                   |  |  | Petronio Massimo, imperatore d'Occidente |  |  | Anicio Probino |  |
|                                        |                                          | Ennodia                         |                                   |  |  | Petronio Massimo, imperatore d'Occidente |  |  |                |  |
| Anicio Olibrio, imperatore d'Occidente |                                          |                                 |                                   |  |  | Petronio Massimo, imperatore d'Occidente |  |  |                |  |
|                                        |                                          | Lucina                          | …                                 |  |  |                                          |  |  |                |  |
|                                        |                                          | Lucina                          | …                                 |  |  |                                          |  |  |                |  |
|                                        |                                          | Lucina                          | …                                 |  |  |                                          |  |  |                |  |
| Anicia Giuliana                        |                                          | Lucina                          |                                   |  |  |                                          |  |  |                |  |
|                                        | Valentiniano III, imperatore d'Occidente | Costanzo III, imperatore romano |                                   |  |  |                                          |  |  |                |  |
|                                        | Valentiniano III, imperatore d'Occidente | Costanzo III, imperatore romano |                                   |  |  |                                          |  |  |                |  |
|                                        | Valentiniano III, imperatore d'Occidente | Galla Placidia                  |                                   |  |  |                                          |  |  |                |  |
| Placidia                               | Valentiniano III, imperatore d'Occidente |                                 |                                   |  |  |                                          |  |  |                |  |
|                                        |                                          | Licinia Eudossia                | Teodosio II, imperatore d'Oriente |  |  |                                          |  |  |                |  |
|                                        |                                          | Licinia Eudossia                | Teodosio II, imperatore d'Oriente |  |  |                                          |  |  |                |  |
|                                        |                                          | Licinia Eudossia                | Elia Eudocia                      |  |  |                                          |  |  |                |  |
|                                        |                                          | Licinia Eudossia                |                                   |  |  |                                          |  |  |                |  |